# Franco Di Santo
Franco Matías Di Santo (født 7. april 1989) er en argentinsk professionel fodboldspiller, som spiller for Süper Lig-klubben Göztepe.

## Klubkarriere

### Audax Italiano
Di Santo begyndte sin karriere i hjemlandet hos Audax Italiano.

### Chelsea
Di Santo blev i januar 2008 hentet af Chelsea. Di Santo spillede hovedsageligt på reserveholdet i løbet af sin tid hos klubbem.
Di Santo var med på holdet som vandt FA Cuppen 2009.

#### Lån til Blackburn Rovers
Di Santo blev udlånt til Blackburn Rovers i 2009-10 sæsonen.

### Wigan Athletic
Di Santo skiftede i august 2010 til Wigan Athletic på en fast aftale. Di Santo var del af Wigan holdet som imod oddsene vandt FA Cuppen 2013, dog spillede han ikke i finalen.

### Werder Bremen
Di Santo skiftede til Werder Bremen i august 2013.

### Schalke 04
Di Santo skiftede til Schalke 04 i juli 2015. Skiftet var ikke ukontroversielt, og Di Santo gav en undskyldning til Bremen fansene over at have skiftet til deres rivaler.

### Rayo Vallecano
Di Santo skiftede til Rayo Vallecano i januar 2019.

### Atlético Mineiro
Di Santo skiftede i august 2019 til brasilianske Atlético Mineiro.

### San Lorenzo
Di Santo returnede til hjemlandet i juli 2020, da han skiftede til San Lorenzo.

### Göztepe
Di Santo skiftede i januar 2022 til Göztepe.

## Landholdskarriere

### Ungdomslandshold
Di Santo spillede for Argentinas U/20-landshold.

### Seniorlandshold
Di Santo debuterede for seniorlandsholdet den 14. november 2012.

## Titler
Chelsea
- FA Cup: 1 (2008-09)

Wigan Athletic
- FA Cup: 1 (2012-13)